# 루폴의 드래그 레이스
《루폴의 드래그 레이스》(영어: RuPaul's Drag Race)는 2009년 2월부터 방영 중인 미국의 리얼리티 드래그 퀸 경연 프로그램이다. 미국의 유명 드래그 퀸 루폴이 멘토, 진행자, 심판으로 출연한다.
전 세계적으로 드랙 문화를 알리고, 해당 문화에 대한 사람들의 인식 변화와 문화 양성화하는 데에 기여한 프로그램으로 평가 받는다. 시즌 10 방송은 프라임타임 에미상 우수 경연 프로그램상을 수상했다.

## 같이 보기
- 파리 이즈 버닝